# Кизима, Василий Трофимович
Василий Трофимович Кизима (укр. Василь Трохимович Кизима; 5 января 1932 года, село Затонское, Таращанский район, Киевская область, Украинская ССР) — начальник управления строительства Чернобыльской атомной электростанции, Киевская область, Украинская ССР. Герой Социалистического Труда (1984). Депутат Верховного Совета УССР 9-11 созывов.

## Биография
Родился 5 января 1932 в крестьянской семье в селе Калиново.
В 1956 году вступил в КПСС. В 1957 году окончил Киевский гидромелиоративный институт.
С 1957 по 1964 год — мастер, прораб, главный инженер строительно-монтажного управления на строительстве Добротворский государственной районной электростанции Львовской области.
С 1964 по 1967 год — главный инженер, начальник строительного управления Калушской теплоэлектроцентрали Ивано-Франковской области.
С 1967 по 1971 год — начальник управления строительства Бурштынской государственной районной электростанции Ивано-Франковской области.
С декабря 1971 по 1986 год — начальник управления строительства Чернобыльской атомной станции Киевской области. Руководил строительством всех энергоблоков Чернобыльской АЭС и социальных объектов Припяти.
Являлся инициатором основания городского футбольного клуба «Строитель».
В 1984 году удостоен звания Героя Социалистического Труда «за выдающиеся производственные успехи, большой личный вклад в обеспечение ввода в действие энергетических мощностей и строительства города Припяти».
Избирался депутатом Верховного Совета УССР 9 — 11 созывов.
В 1986 году принимал участие в ликвидации аварии на Чернобыльской АЭС.
В 1986 году вышел на пенсию и проживает в Киеве.

## Награды
- Герой Социалистического Труда — указом Президиума Верховного Совета СССР от 14 сентября 1984 года
- Орден Ленина — дважды ((19.05.1980, 14.09.1984)
- Орден Трудового Красного Знамени (20.04.1971)